# Mike Schloesser
Mike Schloesser (15 de enero de 1994) es un deportista neerlandés que compite en tiro con arco, en la modalidad de arco compuesto.
Ganó cinco medallas en el Campeonato Mundial de Tiro con Arco al Aire Libre entre los años 2013 y 2023, y tres medallas en el Campeonato Mundial de Tiro con Arco en Sala, en los años 2016 y 2018.
Además, obtuvo ocho medallas en el Campeonato Europeo de Tiro con Arco al Aire Libre entre los años 2012 y 2024, y nueve medallas en el Campeonato Europeo de Tiro con Arco en Sala entre los años 2013 y 2022. En los Juegos Europeos de Minsk 2019 consiguió dos medallas.

## Palmarés internacional
| Campeonato Mundial al Aire Libre | Campeonato Mundial al Aire Libre | Campeonato Mundial al Aire Libre | Campeonato Mundial al Aire Libre |
| Año                              | Lugar                            | Medalla                          | Prueba                           |
| -------------------------------- | -------------------------------- | -------------------------------- | -------------------------------- |
| 2013                             | Belek (Turquía)                  | Medalla de oro                   | Individual                       |
| 2019                             | 's-Hertogenbosch (Países Bajos)  | Medalla de bronce                | Equipo                           |
| 2021                             | Yankton (Estados Unidos)         | Medalla de plata                 | Individual                       |
| 2023                             | Berlín (Alemania)                | Medalla de bronce                | Individual                       |
| 2023                             | Berlín (Alemania)                | Medalla de bronce                | Equipo                           |
| Campeonato Mundial en Sala       |                                  |                                  |                                  |
| Año                              | Lugar                            | Medalla                          | Prueba                           |
| 2016                             | Ankara (Turquía)                 | Medalla de plata                 | Individual                       |
| 2018                             | Yankton (Estados Unidos)         | Medalla de oro                   | Individual                       |
| 2018                             | Yankton (Estados Unidos)         | Medalla de bronce                | Equipo                           |
| Juegos Europeos                  |                                  |                                  |                                  |
| Año                              | Lugar                            | Medalla                          | Prueba                           |
| 2019                             | Minsk (Bielorrusia)              | Medalla de oro                   | Individual                       |
| 2019                             | Minsk (Bielorrusia)              | Medalla de plata                 | Equipo mixto                     |
| Campeonato Europeo al Aire Libre |                                  |                                  |                                  |
| Año                              | Lugar                            | Medalla                          | Prueba                           |
| 2012                             | Ámsterdam (Países Bajos)         | Medalla de bronce                | Equipo                           |
| 2014                             | Echmiadzin (Armenia)             | Medalla de oro                   | Equipo                           |
| 2014                             | Echmiadzin (Armenia)             | Medalla de bronce                | Equipo mixto                     |
| 2018                             | Legnica (Polonia)                | Medalla de plata                 | Equipo mixto                     |
| 2022                             | Múnich (Alemania)                | Medalla de oro                   | Individual                       |
| 2022                             | Múnich (Alemania)                | Medalla de plata                 | Equipo                           |
| 2024                             | Essen (Alemania)                 | Medalla de oro                   | Equipo mixto                     |
| 2024                             | Essen (Alemania)                 | Medalla de bronce                | Individual                       |
| Campeonato Europeo en Sala       |                                  |                                  |                                  |
| Año                              | Lugar                            | Medalla                          | Prueba                           |
| 2013                             | Rzeszów (Polonia)                | Medalla de oro                   | Equipo                           |
| 2015                             | Koper (Eslovenia)                | Medalla de oro                   | Equipo                           |
| 2015                             | Koper (Eslovenia)                | Medalla de bronce                | Individual                       |
| 2017                             | Vittel (Francia)                 | Medalla de plata                 | Individual                       |
| 2017                             | Vittel (Francia)                 | Medalla de plata                 | Equipo                           |
| 2019                             | Samsun (Turquía)                 | Medalla de oro                   | Individual                       |
| 2019                             | Samsun (Turquía)                 | Medalla de bronce                | Equipo                           |
| 2022                             | Laško (Eslovenia)                | Medalla de oro                   | Individual                       |
| 2022                             | Laško (Eslovenia)                | Medalla de oro                   | Equipo                           |